# Pterocladia
Genre
Synonymes
- Pterocladiastrum Akatsuka, 1986[2]

Pterocladia est un genre d’algues rouges de la famille des Pterocladiaceae.

## Liste d'espèces
Selon AlgaeBase (10 mars 2019) :
- Pterocladia angolensis Welwitsch (Statut incertain)
- Pterocladia benguellensis Welwitsch (Statut incertain)
- Pterocladia heteroplatos (Børgesen) Umamaheswara Rao & Kaliaperumal
- Pterocladia kanyakumariensis P.Sindhu & M.V.N.Panikkar
- Pterocladia lucida (R.Brown ex Turner) J.Agardh (espèce type)
- Pterocladia sonorensis (E.Y.Dawson) J.G.Stewart & J.N.Norris
- Pterocladia tripolitana De Toni & Levi (Statut incertain)

Selon BioLib (10 mars 2019) et ITIS (10 mars 2019) :
- Pterocladia bulbosa
- Pterocladia calaglossoides Howe
- Pterocladia capillacea Gmel.
- Pterocladia complanata
- Pterocladia lucida (Turner) Agardh
- Pterocladia media Daws.
- Pterocladia parva
- Pterocladia rigida

Selon NCBI (10 mars 2019) :
- Pterocladia lucida
- Pterocladia mexicana W.R.Taylor 1945
- Pterocladia musciformis W.R.Taylor 1945
- Pterocladia rectangularis (Lucas) Womersley & Guiry 1994
- Pterocladia robusta W.R.Taylor 1945

Selon World Register of Marine Species (10 mars 2019) :
- Pterocladia angolensis Welwitsch mss
- Pterocladia benguellensis Welwitsch
- Pterocladia heteroplatos (Børgesen) Umamaheswara Rao & Kaliaperumal, 1982
- Pterocladia kanyakumariensis Sindu & Panikar, 1992
- Pterocladia lucida (R.Brown ex Turner) J.Agardh, 1851
- Pterocladia media E.Y.Dawson, 1958
- Pterocladia sonorensis (E.Y.Dawson) J.N.Norris & J.G.Steward, 2014
- Pterocladia tripolitana DeToni & Levi, 1888